# Ґармабруд
Ґармабруд (перс. گرمابرود) — село в Ірані, у дегестані Лайл, в Центральному бахші, шагрестані Ляхіджан остану Ґілян. За даними перепису 2006 року, його населення становило 87 осіб, що проживали у складі 27 сімей.

## Клімат
Середня річна температура становить 14,62°C, середня максимальна – 28,34°C, а середня мінімальна – 0,46°C. Середня річна кількість опадів – 1100 мм.
| Клімат поселення                              | Клімат поселення | Клімат поселення | Клімат поселення | Клімат поселення | Клімат поселення | Клімат поселення | Клімат поселення | Клімат поселення | Клімат поселення | Клімат поселення | Клімат поселення | Клімат поселення | Клімат поселення |
| Показник                                      | Січ.             | Лют.             | Бер.             | Квіт.            | Трав.            | Черв.            | Лип.             | Серп.            | Вер.             | Жовт.            | Лист.            | Груд.            |                  |
| Середній максимум, °C                         | 9,68             | 10,04            | 12,03            | 17,65            | 21,67            | 25,74            | 28,34            | 28,08            | 24,96            | 21,15            | 16,70            | 12,31            |                  |
| Середня температура, °C                       | 5,07             | 5,42             | 7,42             | 13,04            | 17,06            | 21,13            | 24,12            | 23,88            | 20,74            | 16,94            | 12,49            | 8,09             |                  |
| Середній мінімум, °C                          | 0,46             | 0,81             | 2,81             | 8,43             | 12,45            | 16,52            | 19,90            | 19,66            | 16,52            | 12,72            | 8,27             | 3,88             |                  |
| Норма опадів, мм                              | 102              | 86               | 85               | 47               | 46               | 33               | 32               | 57               | 125              | 198              | 160              | 129              |                  |
| Середньомісячна швидкість вітру, м/с          | 2.34             | 2.48             | 2.50             | 2.44             | 2.36             | 2.44             | 2.60             | 2.29             | 2.09             | 2.10             | 2.06             | 2.13             |                  |
| Середньомісячна сонячна радіація, кДж/м²·день | 7070             | 9130             | 11114            | 15483            | 19590            | 21478            | 22101            | 18726            | 15257            | 10847            | 8690             | 6723             |                  |
| --------------------------------------------- | ---------------- | ---------------- | ---------------- | ---------------- | ---------------- | ---------------- | ---------------- | ---------------- | ---------------- | ---------------- | ---------------- | ---------------- | ---------------- |
| Джерело:                                      |                  |                  |                  |                  |                  |                  |                  |                  |                  |                  |                  |                  |                  |